# Sint-Jansplein (Brussel)
Het Sint-Jansplein (Frans: Place Saint-Jean) is een plein in de Belgische hoofdstad Brussel. Het plein ligt in de Vijfhoek, de historische binnenstad, en vormt de kruising van de Lombardstraat, Violetstraat, Spoormakersstraat, Duquesnoystraat, Sint-Jansstraat en Gasthuisstraat. Het Sint-Jansplein bevindt zich op 200 meter van zowel het Albertinaplein aan de voet van de Kunstberg als het Gerechtsplein.
Het plein werd rond 1845 aangelegd op de site van het Sint-Jansgasthuis, dat er sinds 1195 gevestigd was. Hier lag voorts de Sint-Janspoel, een waterreservoir waarin terechtstellingen van overspelige vrouwen plaatsvonden. Later (tot het dempen van de poel in 1613) werden er ook schandstraffen uitgevoerd, zoals de schopstoel (waarbij de veroordeelde in het water of in een gierbak werd gewipt) en het mandzitten (tekijkstelling in een mand die aan de schandpaal hing). Dit waren onterende maar niet-dodelijke straffen.
In 1843 verhuisde het ziekenhuis naar de Kruidtuinlaan en verdwenen zowel het gasthuis als de gelijknamige gotische kerk. 
In 1923 werd op het plein een standbeeld geplaatst van verzetsstrijdster Gabrielle Petit, gemaakt door Égide Rombaux.
Rondom het plein bevinden zich een aantal historische neoklassieke en belle époque-panden. Aan het plein zijn de hoofdkantoren van het Nationaal Verbond van Socialistische Mutualiteiten en Federale Verzekering gevestigd. 